# Naoki Hattori

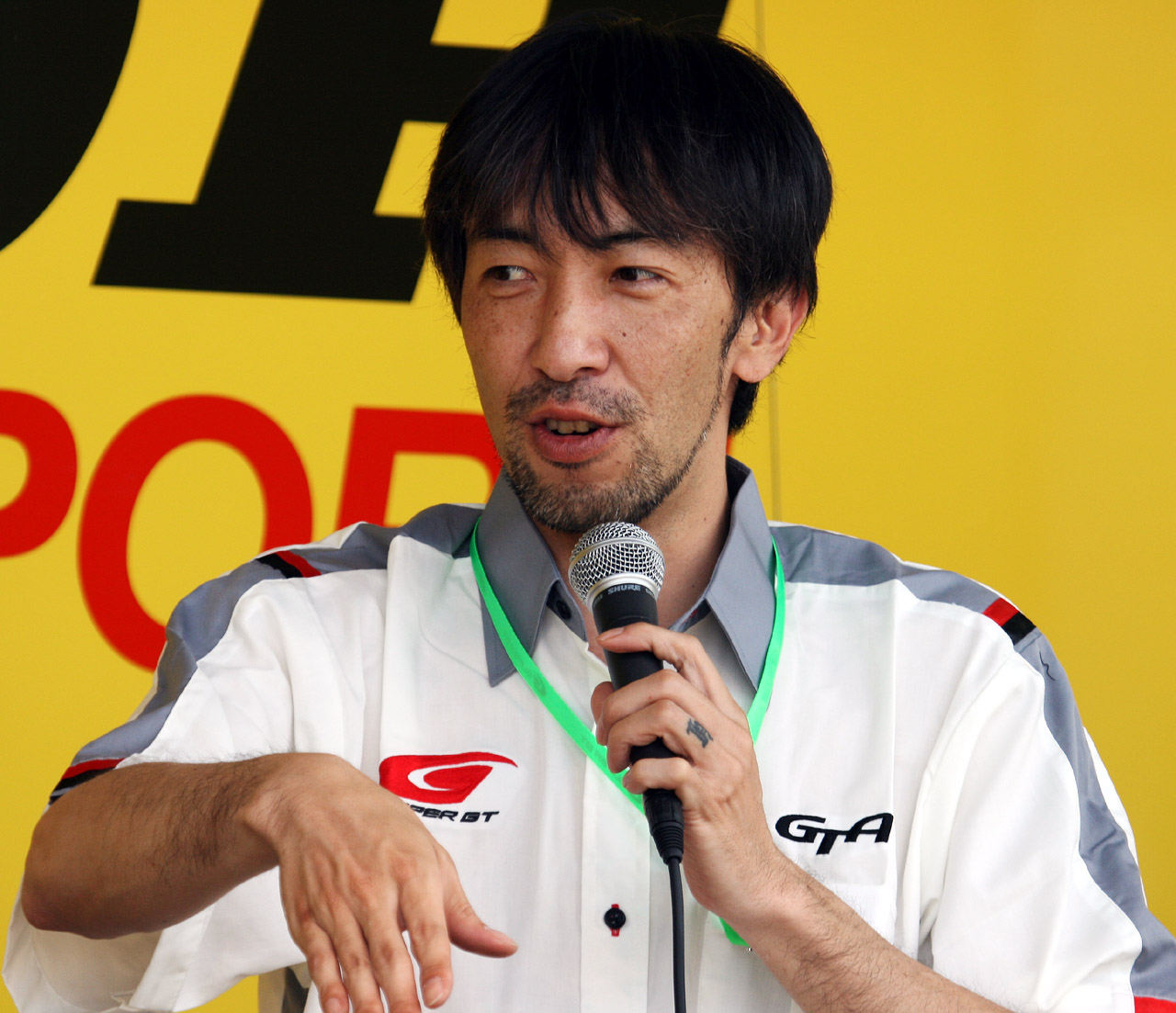
Naoki Hattori 2008

Naoki Hattori (jap. 服部 尚貴, Hattori Naoki; * 13. Juni 1966 in Yokkaichi, Japan) ist ein ehemaliger japanischer Automobilrennfahrer und Motorsportjournalist.

## Karriere
Hattori gewann 1990 die Gesamtwertung der japanischen Formel-3-Meisterschaft. Im darauffolgenden Jahr scheiterte er bei zwei Formel-1-Rennen für die Coloni in der Vorqualifikation. Er ersetzte zum Ende der Saison den Portugiesen Pedro Chaves.
Mitte der 1990er Jahre fuhr er in der Indy-Lights- und der Champ-Car-Serie, wo er 1999 mit einem 14. Platz für Walker Racing sein bestes Ergebnis erzielte. Er startete außerdem 1996 in der ITC bei seinem Heimatrennen in Suzuka in einem Alfa Romeo.
1995 bestritt er das 24-Stunden-Rennen von Le Mans, wurde aber mangels zurückgelegter Distanz nicht gewertet.

## Statistik

### Le-Mans-Ergebnisse
| Jahr | Team            | Fahrzeug      | Teamkollege  | Teamkollege    | Platzierung     | Ausfallgrund |
| ---- | --------------- | ------------- | ------------ | -------------- | --------------- | ------------ |
| 1995 | Honda Motor Co. | Honda NSX GT1 | Hideki Okada | Philippe Favre | nicht klassiert |              |